# 가에타노 브라가

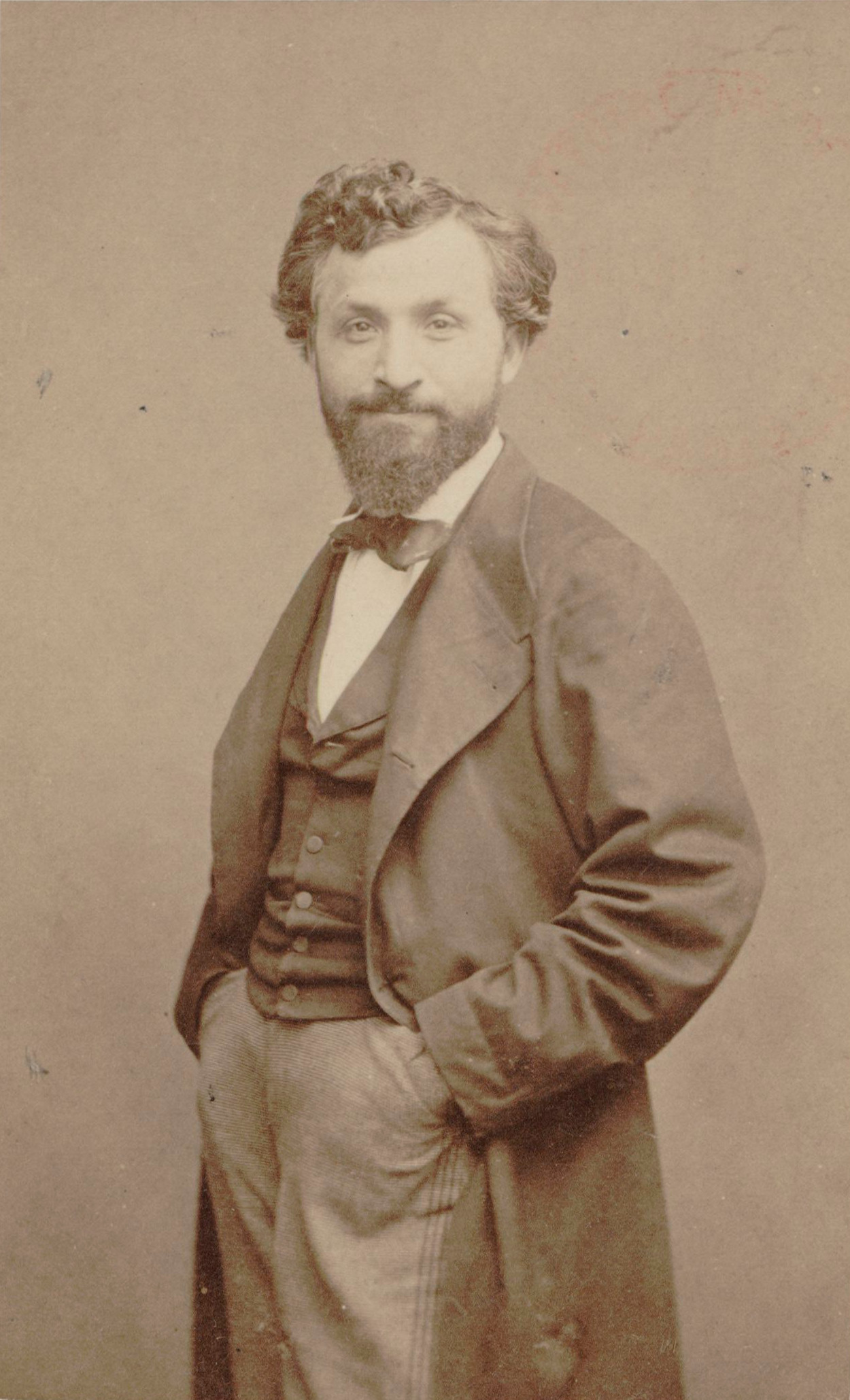
가에타노 브라가

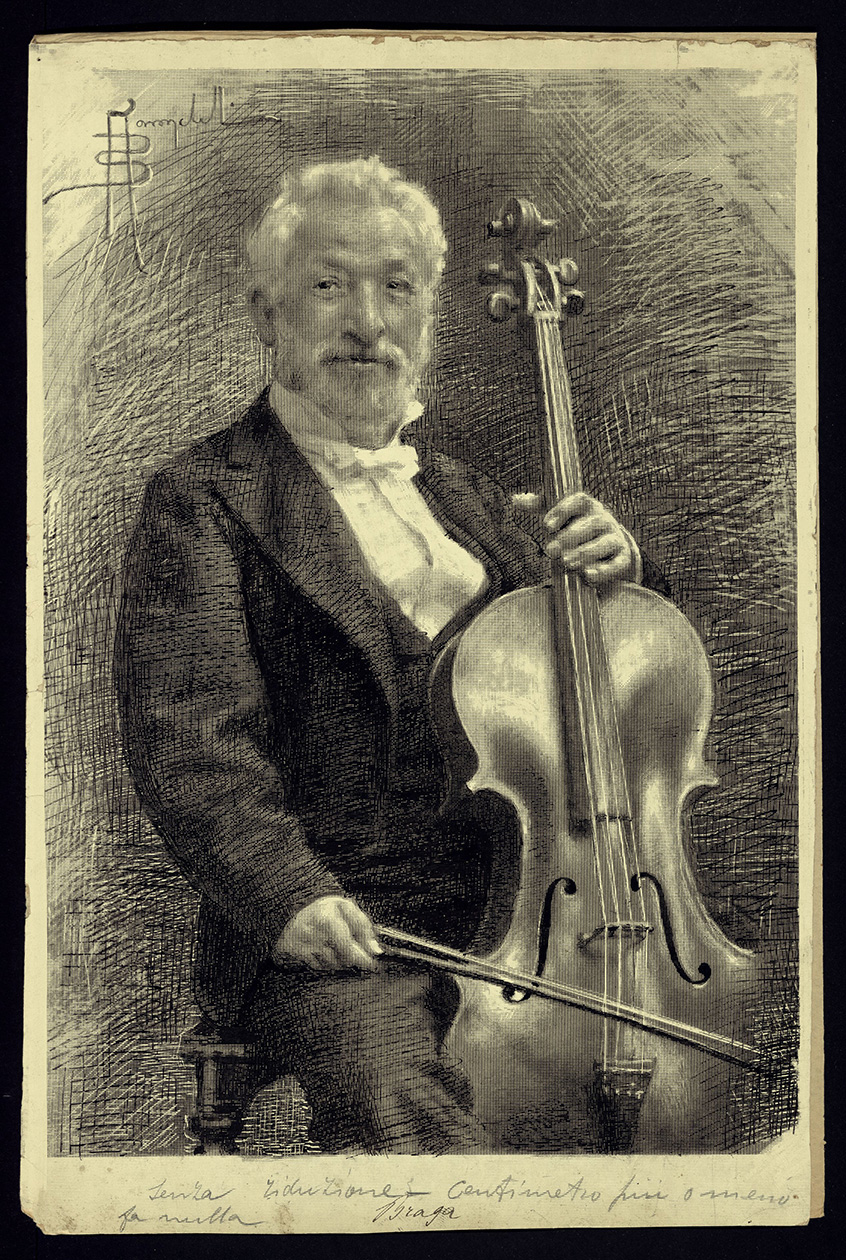

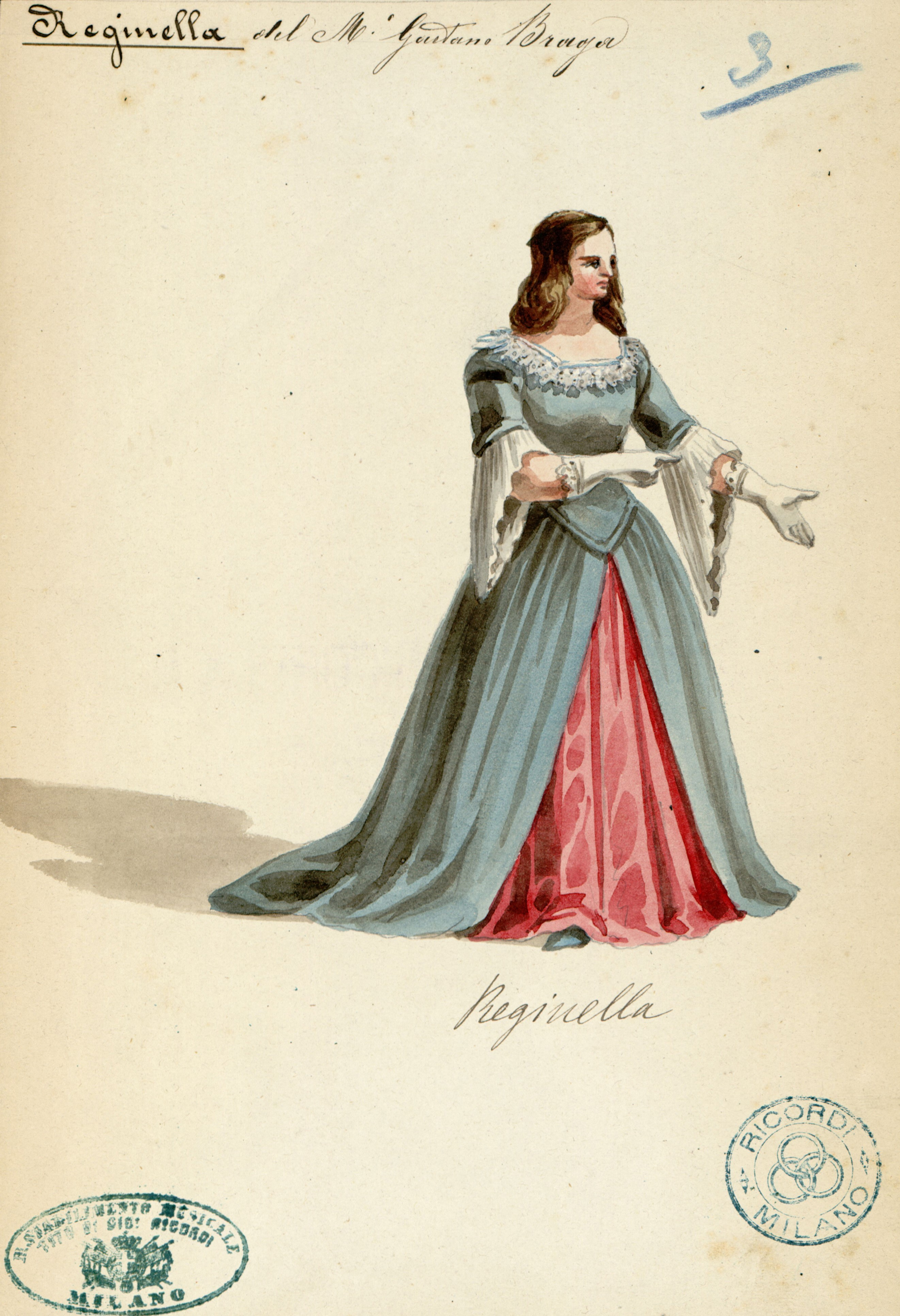

가에타노 브라가(이탈리아어: Gaetano Braga, 1829년 6월 9일 ~ 1907년 11월 21일)는 이탈리아의 작곡가이다. 그는 아브로치 주 줄리아노바에서 태어나서 밀라노에서 사망했다.
브라가의 작품에는 첼로를 위한 작품 (2개의 협주곡, 5중주, 4중주, 첼로와 피아노를 위한 작품)과 오페라가 포함된다.

## 작품
- 《천사의 세레나데》
- 《루이 블라스》 (1868)
- 《모르밀레》 (1862)